# Лугань
Луга́нь (укр. Луга́нь), разг. — Луга́нка (укр. Луга́нка) — река в Донецкой и Луганской областях Украины, правый приток Северского Донца (бассейн Дона).

## География
Лугань берёт начало на территории города Горловки, у железнодорожной насыпи в районе станции Байрак, и протекает по Донецкой и Луганской областям (восток Украины). Является правым притоком реки Северский Донец, относится к бассейну реки Дон. Длина реки Лугани 198 км, площадь бассейна 3740 км². Средний расход воды — 14 м³/с. В верховьях расположено два водохранилища — Углегорское и Мироновское.

### Населённые пункты
В Донецкой области
- Горловка (исток в городской черте)
- Новолуганское (на Углегорском водохранилище)
- Светлодарск (на Углегорском водохранилище)
- Луганское (на Углегорском и Мироновском водохранилищах)
- Мироновский (на Мироновском водохранилище)
- Мироновка (на Мироновском водохранилище)
- Воздвиженка

В Луганской области
- Троицкое
- Калиново
- Первомайск
- Кировск
- Березовское
- Голубовское
- Дачное
- Фрунзе
- Пахалевка
- Петровеньки
- Хорошее
- Зимогорье
- Новодачное
- Суходол
- Красный Луч
- Замостье
- Говоруха
- Новосёловка
- Сабовка
- Александровск
- Тепличное
- Луганск (устье на Северском Донце в городской черте)

### Притоки
- Левые: Картамыш, Камышеваха (устье между посёлками Голубовское и Березовское), Ореховая.
- Правые: Карапулька, Скелевая, Санжаровка, Ломоватка, Камышеваха (устье в селе Петровеньки), Лозовая, Белая, Ольховка.

## История
В честь реки назван город Луганск, посёлок Станица Луганская. На реке, в месте пересечения её чумацким шляхом, идущим из Бахмута, в конце 16 века запорожскими казаками было основано селение Каменный Брод, где жили казаки-бродники. В 1795 году по указу Екатерины II возле этого селения Карлом Гаскойном был основан Луганский литейный завод, который фактически дал начало развития городу Луганску.
Река протекает по самому старому району города Луганска — Каменному Броду. В 1985 году половодье реки затопило пойму и близлежащую местность, отрезав жителей Каменнобродского района от остальных районов города.